# إس. جي. روزان
إس. جي. روزان (بالإنجليزية: S. J. Rozan) (1950، ذا برونكس في الولايات المتحدة)؛ شاعرة، كاتِبة وروائية أمريكية.